# André Luís Ferreira
André Luís Ferreira, född den 21 oktober 1959 i Porto Alegre, Brasilien, är en brasiliansk fotbollsspelare som tog OS-silver i fotbollsturneringen vid de olympiska sommarspelen 1984 i Los Angeles.